# Gottfried von Cochenhausen
Gottfried von Cochenhausen (* 1674 in Stralsund; † 1738 ebenda) war Landrentmeister in Schwedisch-Pommern. Er war ein Sohn des Ratsherren und späteren Stralsunder Bürgermeisters Johann Friedrich Coch (1624–1683).
Am 12. Dezember 1706 wurde er von König Karl XII. von Schweden in den Adelsstand des Schwedischen Reiches erhoben. Er trat in das Finanzdepartement ein und wurde Gehilfe des Oberinspektors der Accise in den Herzogtümern Bremen und Verden. Später wurde er Schloßinspektor zu Stettin und hierauf Landrat und Proviantmeister in Pommern. Nach dem Frieden war er Oberacciseinspektor in Stralsund. 
Er war zweimal verheiratet und hinterließ 24 Kinder, darunter;
- Johann Friedrich von Cochenhausen, ein hessischer Generalmajor und Ritter des Ordens Pour la vertu militaire.
- Christoph Gottfried von Cochenhausen, Marschkommissar im Kreis Pleß und Landrat des Kreises Leobschütz.